# Högbergstjärnen, Hälsingland
Högbergstjärnen är en sjö i Ljusdals kommun i Hälsingland och ingår i Ljusnans huvudavrinningsområde.